# Symbolic
Symbolic е шести студиен албум на американската дет метъл група Death. Издаден е на 21 март 1995 г. от Roadrunner Records.

## Обща информация
Metal-Rules.com класира албума като 7-и най-велик екстремен албум, и 58-и най-велик хевиметъл албум за всички времена. Според едно от ревютата се отбелязва, че „някои от рифовете започват да звучат малко скучно и това не е голям скок напред по отношение на музикалните им идеи, но звученето на албума, трябва да доставя удоволствие на техните всеотдайни фенове“. На 1 април 2008 г. „Symbolic“ е ремастриран и преиздаден с 5 бонус песни.

## Състав
- Чък Шулдинър – вокали и китара
- Боби Кобъл – китара
- Кели Конлън – бас
- Джийн Хоглън – барабани

## Песни
| 1.    | Symbolic          | 6:32 |
| 2.    | Zero Tolerance    | 4:48 |
| 3.    | Empty Words       | 6:22 |
| 4.    | Sacred Serenity   | 4:26 |
| 5.    | 1000 Eyes         | 4:28 |
| 6.    | Without Judgement | 5:28 |
| 7.    | Crystal Mountain  | 5:07 |
| 8.    | Misanthrope       | 5:04 |
| 9.    | Perennial Quest   | 8:22 |
| 50:37 |                   |      |